# Elkton (Maryland)
Elkton é uma cidade  localizada no estado americano de Maryland, no Condado de Cecil.

## Demografia
Segundo o censo americano de 2000, a sua população era de 11.893 habitantes.
Em 2006, foi estimada uma população de 14.753, um aumento de 2860 (24.0%).

## Geografia
De acordo com o United States Census Bureau tem uma área de
21,3 km², dos quais 20,8 km² cobertos por terra e 0,5 km² cobertos por água. Elkton localiza-se a aproximadamente 2 m acima do nível do mar.

## Localidades na vizinhança
O diagrama seguinte representa as localidades num raio de 12 km ao redor de Elkton.